# 峯晴香
峯 晴香（みね はるか、2000年10月21日 - ）は、日本の元女優。元劇団東俳所属。

## 出演作品

### テレビ
- エラいところに嫁いでしまった!（2007年、テレビ朝日）守山春菜 役
- 時々迷々 2011年度第17回「ホメカード」[1]（2012年、NHK教育）ハルカ 役

### 舞台
- ご存知!夢芝居一座（2006年）美紀 役（大下夕華と交互出演）
- 信長（2006年）お初 役（清水杏奈と交互出演）
- 劇団東俳合同公演「王子と乞食」（2006年9月）
- 劇団東俳合同公演「真夏の夜の夢」（2008年9月）
- 劇団東俳青年劇場「罠　わな」（2009年3月）雅子 役
- 劇団東俳レモン劇場「夢のうらしま物語」（2010年5月）ズワイ 役
- 座・東京みかん第六回公演[2]（2010年9月）
- 劇団東俳合同公演「二十四の瞳」（2011年9月）